# 김수연 (1993년)
김수연(1993년 7월 23일 ~)은 대한민국의 뮤지컬 배우다. 2017년 뮤지컬 <시라노>로 데뷔했다.

## 방송
- 캐스팅 콜 (2018) - 준우승

## 영화
- 모아나 2 (2024) - 모아나 역 (목소리)

## 공연
- 시라노 (2017)
- 인터뷰 (2018)
- 더 캐슬 (2019)
- 스웨그에이지 : 외쳐, 조선! (2019)
- 팬레터 (2019)
- 드라큘라 (2020)
- 루드윅 : 베토벤 더 피아노 (2020)
- 미드나잇 : 액터뮤지션 (2020)
- 문스토리 (2021)